# کارلو ماکینن
کارلو ماکینن (انگلیسی: Kaarlo Mäkinen; ۱۴ مهٔ ۱۸۹۲ – ۱۱ مهٔ ۱۹۸۰) کشتی‌گیر آزاد اهل فنلاند بود.
وی در مسابقات کشوری و بین‌المللی در مجموع برندهٔ ۱ مدال طلا، ۲ مدال نقره، ۱ مدال برنز شده‌است.